# Lector (orde)
El lector en l'església catòlica és un dels ordes menors de l'orde sacramental que pot atorgar-se tant a laics com a futurs preveres.
Reconvertit el 1972 pel motu proprio Ad pascendum de Pau VI en ministeri de laics, el lector és l'encarregat de fer les lectures de l'Antic Testament i les epístoles del Nou Testament en la litúrgia de la paraula d'una missa, excepte l'evangeli, la lectura del qual és reservat als ordes majors des de diaca. Com que el lectorat va tornar a ser un orde sui generis que pot exercir-se per laics, i ja no és únicament un orde preliminar, es va abolir el ritu de la tonsura i l'estat de clergue des d'aleshores s'adquireix des del diaconat.